# ジャパンハート
特定非営利活動法人ジャパンハート(Japan Heart)は、発展途上国を中心に活動する医療ボランティア団体で、日本発祥の国際医療NGO。
日本国内の複数の企業から経済的な支援を受け、活動している。現在、常時活動しているのはミャンマーとカンボジア、ラオス、日本。ASEAN圏内で大規模自然災害が発生した際は、現場のニーズ調査と医療者派遣活動も実施する。国内活動地では離島・僻地への医療者派遣、小児がんの子どもとその家族の外出に医療者が付き添う活動が挙げられる。 海外では、貧しく医療を受けられない人々を対象に、年間約３万件の治療を行う。

## 歴史
- 2004年 小児外科医師の吉岡秀人により「国際医療奉仕団ジャパンハート」として設立
- 2008年 「特定非営利活動法人ジャパンハート」となる
- 2011年 「認定NPO法人」として認定される

## 活動内容

### 海外
- 無償治療
- カンボジア ジャパンハートこども医療センター運営
- 貧困で人身売買や病気の危険にさらされる子どもたちの保護を目的とした養育施設「Dream Train（ドリームトレイン）」運営
- 現地医療者の育成
- チャリティーホスピタルの運営、建設
- 災害孤児の養育支援
- 保健・衛生指導
- 発展途上国の現地人医師の日本における研修受け入れ
- 視覚障がい者自立支援活動
- 活動国内で治療が困難な疾患の子どもの来日治療

### 国内
- 国内での離島・僻地、被災地への医療人材支援（青森県大間町、宮城県牡鹿郡女川町、宮城県気仙沼市、山梨県山梨市牧丘町、島根県隠岐の島、上五島、対馬、本吉、奄美群島）
- SmileSmileProject（小児がんを患う子どもとその家族の旅行を医療者が付き添いサポートするプロジェクト）

### 国際緊急救援
- 2008年 ミャンマー・サイクロンナルギス
- 2011年 日本・東日本大震災
- 2013年 フィリピン・台風30号
- 2015年 ミャンマー・大洪水
- 2016年 日本・熊本地震
- 2018年 日本・西日本豪雨
- 2018年 インドネシア・スラウェシ島地震
- 2020年～ 新型コロナウイルス感染症
- 2024年　能登半島地震
- ほか

## メディアへの出演

### CM
- 内閣府制作 政府広報用テレビCM（2014年11月・グローバルTVネットワークCNN アジア地域で放送）

- ACジャパン支援キャンペーン
  - 「日本の心」（2019年度）
  - 「いちばん格差があってはいけないのは医療だ」（2020年度）
  - 「助かるはずの命」（2021年度）
  - 「つながっている」（2024年度、ナレーションは江口洋介が担当）

### テレビ番組
- ドキュメンタリー特集「ここにいのちある限り」（テレビ東京、2005年1月放送）
- 夢の扉 〜NEXT DOOR〜「発展途上国の子供達をより多く救いたい」（TBS、2007年7月29日放送）
- ETV特集「ミャンマーに医療のかけ橋を」（NHK教育テレビ、2009年1月18日）
- 世界を変える100人の日本人! JAPAN☆ALLSTARS（テレビ東京、2010年9月17日）
- 情熱大陸（毎日放送、2009年7月26日、2010年1月24日、2011年1月16日）出演３回
- 輝く女（NHK BSプレミアム、2013年1月23日、30日）２週連続放送
- 世界の村で発見!こんなところに日本人 ミャンマー・ワッチェ編（朝日放送、2013年11月1日）
- 日経スペシャル 未来世紀ジパング〜沸騰現場の経済学〜（テレビ東京系列、2014年5月26日[1]・2016年6月13日[2]・2018年1月22日[3]・2019年2月20日[4]）
- グッと!地球便（読売テレビ、2015年5月10日）
- 世界の村で発見!こんなところに日本人 ラオス・ポンサリー編（朝日放送]、2015年4月26日）
- NHKEテレ「先人たちの底力知恵泉」（2016）
- フジテレビ「あいのり～Asian Jorney」（2018）
- NHK「WORLD-JAPAN」（2018）
- BS1 ワールドウオッチング「キャッチ 世界のトップニュース」
- NHK総合テレビ「実感ドドド!」（九州沖縄向け）
- テレビ東京「世界ナゼそこに?日本人 〜知られざる波瀾万丈伝〜」（2018年）
- NHK BS1 「キャッチ!世界のトップニュース」（2019年12月）
- テレビ東京「日経スペシャル カンブリア宮殿」 『世界を変える医療 第1弾 ボランティアが殺到！どんな患者も断らないNPO』（2020年4月9日、テレビ東京）- ジャパンハート最高顧問・小児外科医 𠮷岡秀人出演[5]。
- フジテレビ「石橋、薪を焚べる」（2020年6月）
- フジテレビ「フューチャーランナーズ～17の未来～」（2020年9月）
- NHK BS1「最後の講義」（2022年3月）

ほか

### 新聞
- 日本経済新聞（2005年1月1日「羽ばたけ日本のフロントランナー」）
- 朝日新聞「beフロントランナー」
- 夕刊フジ（2013年2月22日「名医はこの人・ブラックジャックを探せ」）
- 日本経済新聞（2013年3月2日「こころのページ」）
- 産経新聞（2017年8月7日「話の肖像画」）
- 南日本新聞（2019年12月6日）、神戸新聞（2019年12月6日）、秋田魁新報（2019年12月6日）、高知新聞（2019年12月6日）、福井新聞（2019年12月6日）、徳島新聞（2019年12月7日）、長崎新聞（2019年12月7日）、山梨日日新聞（2019年12月8日）「中村哲氏（ペシャワール会）逝去コメント」
- 産経新聞（2020年1月21日）
- 琉球新報（2021年11月13日「沖縄県要介護濃厚接触者隔離施設 設立」）
- 沖縄タイムス（2021年11月21日「沖縄県要介護濃厚接触者隔離施設 設立」）

ほか

### ラジオ
- 垣花正 あなたとハッピー!（ニッポン放送）
- On The Way Jounal Weekend（JFN）
- THE VOICE（FM群馬・石川・福井・ 三重・香川・宮崎・鹿児島）
- 大沢悠里のゆうゆうワイド（TBSラジオ）
- サンスター ウィークエンドジャーニー（FMヨコハマ）
- 阿部亮のNGO世界一周（ニッポン放送、2017年7月3日、2017年7月10日、2018年8月27日）
- J-WAVE「TOKYO MORNING RADIO」内「THE WORKS SHIFT」（2019年12月） 吉岡秀人出演

## 書籍

### 関連書籍
- 『飛べない鳥たちへ 無償無給の国際医療ボランティア「ジャパンハート」の挑戦』（著者:吉岡秀人）（2009年5月28日、風媒社）ISBN 9784833131551
- 『死にゆく子どもを救え 途上国医療現場の日記』（著者:吉岡秀人）（2009年7月11日、冨山房インターナショナル）ISBN 9784902385748
- 『命を燃やせ いま、世界はあなたの勇気を待っている』（著者:吉岡秀人）（2012年5月9日、講談社）ISBN 9784062176699
- 『1度きりの人生だから絶対に後悔したくない! だけど、まわりの目が怖くて、なかなか動けない。そんな20代の君が1歩を踏み出す50のコトバ』（著者:吉岡秀人）（2012年11月22日、すばる舎）ISBN 9784799101421
- 『救う力 人のために、自分のために、いまあなたができること』（著者:吉岡秀人）（2014年5月22日、廣済堂出版）ISBN 9784331518397
- 『タフに生きる言葉 世界を駆けめぐる医師が贈る50の熱いメッセージ』（著者:吉岡秀人）（2015年8月31日、三笠書房 王様文庫）ISBN 9784837967613
- 『命を救う 心を救う 途上国医療に人生をかける小児外科医「ジャパンハート」吉岡秀人』（著者:ふじもとみさと）（2021年11月12日、佼成出版社）ISBN 9784333028535
- 『最後の講義 完全版 吉岡秀人 人のために生きることは自分のために生きること』（著者:吉岡秀人）（2022年12月2日、主婦の友社）ISBN 9784074534708

### 写真集
- 『One sky Japan Heart』（文：吉岡秀人、写真:内藤順司）（2019年12月、Junji Naito Photographs）- ジャパンハート初の写真集

## 受賞
- 2008年10月 - 第一回 自由都市・堺平和貢献賞 奨励賞受賞
- 2012年 4月 - 第三十八回 大山健康財団賞受賞
- 2014年 8月 - 平成二十六年度 外務大臣表彰
- 2014年 8月 - 第7回 沖縄平和賞
- 2017年 8月-第48回 社会貢献者表彰（団体受賞）
- 2017年10月-際69回 保健文化賞（団体受賞）
- 2019年 第7回エクセレントNPO大賞及び市民賞 受賞（団体受賞）
- 2019年 第22回地球倫理推進賞（国際活動部門）、文部科学大臣賞 受賞（いずれも団体受賞）
- 2020年 国際連合UNIATF Award 2020（2020 United Nations Inter-Agency Task Force on the Prevention and Control of Non-communicable Diseases Award）受賞
- 2021年   第69回菊池寛賞受賞（吉岡秀人）
- 2021年 第5回ジャパンSDGsアワード SDGs推進副本部長（外務大臣）賞受賞

### 団体公式アカウント
- ジャパンハート公式サイト
- ジャパンハート (@japanhearttokyo) - X（旧Twitter）
- ジャパンハート (NGOjapanheart) - Facebook
- ジャパンハート - YouTubeチャンネル
- ジャパンハート (@japanheart_tokyo) - Instagram

### 関連リンク
- 吉岡秀人 - ハフポスト日本版
- 発展途上国の子供を救え！ジャパンハート代表・小児外科医吉岡秀人の戦い
- 吉岡秀人ブログnote（2020年6月にブログ移行）
- みんなで彩るカンボジア病院 報告ブログ
- 家族で国際医療ボランティア 医師・石田健太郎ブログ
- 国際長期看護研修に挑む！ナースたちのブログ
- 人身売買やHIVの危険から子どもたちを守れ！養育施設Dream Trainブログ
- ジャパンハート 東日本大震災 救援ブログ
- ジャパンハート 政府広報用テレビCM